# العلاقات الجزائرية الكوبية
العلاقات الجزائرية الكوبية هي العلاقات الثنائية التي تجمع بين الجزائر وكوبا.

## مقارنة بين البلدين
هذه مقارنة عامة ومرجعية للدولتين:
| وجه المقارنة                                              | الجزائر                      | كوبا                              |
| --------------------------------------------------------- | ---------------------------- | --------------------------------- |
| المساحة (كم2)                                             | 2.38 مليون                   | 109.88 ألف                        |
| عدد السكان (نسمة)                                         | 38.81 مليون                  | 11.48 مليون                       |
| الكثافة السكانية (ن./كم²)                                 | 16.31                        | 104.48                            |
| العاصمة                                                   | الجزائر                      | هافانا                            |
| اللغة الرسمية                                             | اللغة العربية، لغات أمازيغية | اللغة الإسبانية                   |
| العملة                                                    | دينار جزائري                 | بيزو كوبي، بيزو كوبي قابل للتحويل |
| الناتج المحلي الإجمالي (بليون دولار)                      | 170.37 مليار                 | 87.13 مليار                       |
| الناتج المحلي الإجمالي (تعادل القوة الشرائية) بليون دولار | 582.63 مليار                 |                                   |
| الناتج المحلي الإجمالي الاسمي للفرد دولار أمريكي          | 4.21 ألف                     |                                   |
| الناتج المحلي الإجمالي للفرد دولار أمريكي                 | 14.19 ألف                    |                                   |
| مؤشر التنمية البشرية                                      | 0.745                        | 0.769                             |
| رمز المكالمات الدولي                                      | +213                         | +53                               |
| رمز الإنترنت                                              | .dz                          | .cu                               |
| المنطقة الزمنية                                           | ت ع م+01:00                  | 00                                |

## منظمات دولية مشتركة
يشترك البلدان في عضوية مجموعة من المنظمات الدولية، منها:
| علم المنظمة | اسم المنظمة                   | تاريخ انضمام الجزائر | تاريخ انضمام كوبا |
| ----------- | ----------------------------- | -------------------- | ----------------- |
|             | يونسكو                        | 15 أكتوبر 1962       | 29 أغسطس 1947     |
|             | منظمة حظر الأسلحة الكيميائية  | ?                    | ?                 |
|             | منظمة التجارة العالمية        | ?                    | ?                 |
|             | الاتحاد البريدي العالمي       | ?                    | ?                 |
|             | منظمة الشرطة الجنائية الدولية | ?                    | ?                 |
|             | الأمم المتحدة                 | 8 أكتوبر 1962        | 24 أكتوبر 1945    |
|             | الاتحاد الدولي للاتصالات      | 3 مايو 1963          | 16 يناير 1918     |
|             | المنظمة الهيدروغرافية الدولية | ?                    | ?                 |

## وصلات خارجية
- موقع وزارة الخارجية الجزائرية
- موقع وزارة الخارجية الكوبية